# Hadropithecus
Hadropithecus är ett släkte av utdöda primater i underordningen lägre primater.
Släktet är känd från halvfossila kvarlevor som hittades på sydvästra och södra Madagaskar. Individerna var antagligen lika stora som medlemmar av det likaså utdöda släktet Archaeolemur. Båda släkten tillsammans bildar familjen Archaeolemuridae. Individer av Hadropithecus hade en kortare nos och andra avvikande detaljer av skallens och tändernas konstruktion. Från andra skelettdelar upphittades bara ett fåtal. Antagligen var Hadropithecus lite smalare än Archaeolemur.
Troligtvis gick individerna med alla fyra fötter på marken. Enligt en teori hade de samma levnadssätt som dagens gelada. De flesta kvarlevor är 1000 till 2000 år gamla. Under samma tid nådde människan Madagaskar. Hadropithecus var troligen ett lätt byte men släktets utdöende kan även ha haft andra orsaker.